# Komorsk
Komorsk – część wsi Wielki Komorsk w Polsce, położona w województwie kujawsko-pomorskim, w powiecie świeckim, w gminie Warlubie.
W latach 1975–1998 Komorsk należał administracyjnie do województwa bydgoskiego.

## Historia
Od pierwszej połowy listopada do drugiej połowy grudnia 1906 r. (lub dłużej) w miejscowej szkole elementarnej odbył się strajk dzieci przeciwko nauczaniu religii w języku niemieckim. Z uczestników strajku znane są nazwiska następujących dzieci: M. Górczyńska, W. Orzechowska, W. Wiśniewska, I., P. Nitka, Orzechowski, Szturmowski. Strajk był elementem znacznie większej akcji biernego oporu wobec pruskich władz szkolnych, która na przełomie 1906 i 1907 r. objęła ponad 460 (!) szkół w prowincji Prusy Zachodnie, czyli przedrozbiorowe Pomorze Gdańskie, Powiśle, ziemię chełmińską i ziemię lubawską oraz część Krajny. Inspiracją dla strajków pomorskich były wcześniejsze działania dzieci w prowincji wielkopolskiej, ze słynnym strajkiem we Wrześni (1901) na czele.
W Komorsku urodził się Juliusz Zieliński.